# 智能社會：進退兩難
《智能社會：進退兩難》（英語：The Social Dilemma）是一部2020年的美國文獻紀錄片，由傑夫·奧洛夫斯基執導，並由奧洛夫斯基、戴維斯·庫姆和維基·柯蒂斯(Vickie Curtis)編劇，講述了社交媒體對社會造成的負面影響。

## 概要
這部紀錄片深入探討社交媒體和科技公司使用的讓用戶上癮的心理基礎和操控技巧。這些公司監視、追蹤和測量人們的在線活動，然後使用這些數據來建立預測用戶行為的人工智能模型。前Google設計倫理學家和人道科技中心的聯合創始人特里斯坦·哈里斯，在這部紀錄片中解釋了科技公司的三個主要目標：
1. 參與目標：增加使用率，確保用戶繼續滾動。
2. 增長目標：確保用戶回流並邀請朋友，進而吸引更多的朋友。
3. 廣告目標：確保在實現上述兩個目標的同時，公司也從廣告中盡可能多地賺取利潤。

哈里斯在總結這一點時發出警告：「如果你不為產品買單，那麼你就是產品。」這是引用了之前Television Delivers People、湯姆·約翰遜和安德魯·劉易斯的見解。 
哈里斯將科技中使用的操控策略比喻為魔術：如何透過操控人們所看到的東西來說服他們，並將這種心理學融入科技之中呢？
另一位受訪者是紐約大學史登商學院的社會心理學家喬納森·海特，他提出了有關社交媒體對心理健康的擔憂。自21世紀初以來，青少年和年輕人的抑鬱和自殺率有所上升，他指出這一趨勢與當時社交媒體在移動手機上普及有關。紀錄片還探討了假新聞的危害。哈里斯認為這是一種「以不實訊息謀利的商業模式」，公司通過允許不受監管的訊息以最優價格抵達用戶而賺取更多錢。麻省理工學院的一項研究發現，在Twitter上假新聞的傳播速度是真實新聞的六倍。維基百科被提及為一個中立平台的例子，該平台向所有用戶展示完全相同的內容，而不會為個人度身定制或以盈利為目的。
奧洛夫斯基用了一組演員將這部電影中涉及的問題戲劇化地呈現出來。故事講述了一個五口之家的故事，從不同角度展示了社交媒體的使用及其對他們日常生活的影響。主人公本(Ben)是一名少年，在受到「參與」、「增長」和「廣告」三個人工智能的操控下，深陷社交媒體成癮中。本的姐姐卡桑德拉(Cassandra)則認為人們可以在沒有手機的情況下保持與互聯網的聯繫，她代表著不受社交媒體和科技操控的個人，這不同於她家庭的其他成員。伊斯拉(Isla)是家庭中年紀最小的女兒，代表了青少女如何因社交媒體而陷入抑鬱，並失去了自我認同感。
這個故事中的一個場景顯示了這家人在晚餐桌旁。母親建議每個人在吃晚飯之前將手機鎖在廚房保險箱中，但當有人的手機響起通知時，伊斯拉從桌子旁站起來，試圖打開廚房保險箱。在幾次嘗試失敗後，她最終用工具砸碎了廚房保險箱，取回了自己的手機，但同時損壞了本的手機屏幕。作為獲得新手機屏幕的條件，本答應母親在一週內不使用手機。在該場景的結尾，卡桑德拉獨自坐在餐桌旁。約定時間過半，本違背了諾言，逐漸對社交媒體上癮。屏幕背後的人工智能之前分析出，在他的社交媒體頁面上推送「極端中心」政治內容有62.3%的長期參與機會。一旦本開始觀看由人工智能推薦的視頻，他就會沉浸在充斥著宣傳和陰謀論的內容中，以至於影響了他的日常生活，導致他逃掉足球訓練，忽略了朋友和家人。最終，在電影結尾，本參加了一場「極端中心」集會，並升級為暴力事件。卡桑德拉在上學的路上在人群中發現了本，當本試圖靠近卡桑德拉時，被警察制服並拘留。
受訪者重申他們對人工智慧在社交媒體中的角色以及這些平台對社會影響的擔憂，並主張「需要做出一些改變」。曾在Firefox和Mozilla工作的前員工，也是人道技術中心的聯合創始人阿薩·拉斯金，解釋稱，硅谷最初是以「人道技術」的理念開始的，但公司已經偏離了技術的初衷。
在紀錄片的片尾字幕中，受訪者提出觀眾可以采取的反擊行動方式，例如關閉通知、永不接受YouTube上的推薦視頻、使用不保留搜索記錄的搜尋引擎，以及在家中制定手機使用規則。

## 主題
《智能社會：進退兩難》主要探討了社交媒體使用所帶來的深刻社會和文化影響，特別強調算法在塑造行為和進行心理操控方面的作用。這部紀錄片還觸及了各種相互關聯的主題，包括政治操控、技術成癮、回聲室、假新聞以及社交媒體對心理健康的影響，尤其是抑鬱和焦慮。整部紀錄片的片段集中在一個演員飾演的家庭的例子，展示了社交媒體給他們的日常生活帶來的巨大影響。
一位受訪者，前Facebook主管蒂姆·肯德爾，談到了Facebook的令人震驚的目標：不斷提高應用程序的成癮性，以實現持續提高參與度。前Google設計師特里斯坦·哈里斯將這種成癮程度比喻為「拉斯維加斯老虎機」，因為用戶「檢查他們的手機希望收到通知，就像拉動老虎機的操縱桿希望中大獎一樣」。隨著社交媒體的目標在20世紀末到21世紀初時與初次引入時相比已經改變並在社會中急劇增加了流行度，正如哈里斯所描述的，社交媒體不再被視為一種工具。不同於社會只在需要時專門使用的工具，社交媒體平台努力提供先進的方法，以吸引用戶點擊應用程序以獲取更多內容。根據肯德爾的說法，用戶沉浸在這個應用程序中，暴露於無數的信息，這可能導致社會內的緊張局勢。虛假信息和假新聞經常傳播，用戶無法區分虛假和真實新聞，導致意識形態和社會分歧的差異。
社會心理學家和作家喬納森·海特強調了社交媒體對抑鬱和焦慮的影響，尤其是對年輕青少年的影響。這部紀錄片報導了與社交媒體使用有關的美國少女抑鬱、自我傷害和自殺入院率的統計數據。這些入院率數字在大約2011年前保持穩定，對比2009年在美國年齡較大（15至19歲）的少女的入院率上升了62％，而年齡較小（10至14歲）的少女的上升了189％。此外，自殺率也呈現相同的趨勢，與2001年至2010年相比，年齡較大的少女自殺率增加了70％，年齡較小的少女自殺率增加了151％。根據海特的訪談，1996年以後出生的人成長於使用社交媒體是常態的社會中，因此從小就持續暴露在過載的內容中。過早接觸這些平台是導致抑鬱和自我傷害急劇上升的原因之一。

## 製作

### 靈感
傑夫·奧洛夫斯基以《追逐珊瑚》和《逐冰之旅》而聞名，在2018年開始製作這部紀錄片，並於2019年完成。在Deadline的競爭者紀錄片活動的座談會上被問及影片背後的靈感時，奧洛夫斯基提到他一直對巨大的系統性和社會性挑戰感到好奇。他逐漸相信，「在硅谷的少數設計師在不知不覺中編寫著正在塑造地球上數十億人生活的代碼。」
奧洛夫斯基在電影的FAQ頁面寫道：
我們被吸引去講述變化中的冰川和珊瑚礁的故事，因為它們是人類面臨的巨大全球問題——氣候變化——的有力象徵。當我們開始與特里斯坦·哈里斯和人道科技中心交談時，我們看到了化石燃料行業所帶來的威脅與我們技術平台所帶來的威脅之間的直接相似之處。哈里斯稱之為「文化的氣候變化」，這是一股無形的力量，正在塑造世界如何獲取訊息並理解真相。我們一直希望致力於解決重大問題，而現在我們認為「社交困境」是所有其他問題的基礎問題。
這部電影的圖形、動畫和視覺效果由Mass FX Media製作，並由Netflix製作。
這部電影的類型是科學和自然紀錄片。

### 選角

#### 受訪者
- 特里斯坦·哈里斯，前Google設計倫理學家[11]，Apture的聯合創始人和CEO[12]，人道技術中心的聯合創始人[13]；《Your Undivided Attention》播客的聯合主持人，與阿薩·拉斯金共同主持[14]
- 蒂姆·肯德爾，前Facebook盈利總監[15]，前Pinterest總裁，Moment（一個追蹤屏幕時間的移動應用程序）的CEO[16]
- 杰倫·拉尼爾，美國計算機哲學作家，計算機科學家，視覺藝術家，當代古典音樂作曲家；《十條立即刪除你的社交媒體帳號的理由》的作者[17]
- 羅傑·麥克納米（英语：Roger McNamee） ，Facebook的早期投資者[18]，著有《Zucked: Waking Up to the Facebook Catastrophe》，風險投資公司Elevation Partners的聯合創始人[19]
- 阿薩·拉斯金，前Mozilla Labs用戶體驗主管和Firefox的創意負責人[20]；人道技術中心的聯合創始人[13]，Massive Health的創始人；無限滾動發明人[21]
- 贾斯汀·罗森斯坦，前Facebook工程經理[22]，前Google產品經理[23]，Asana和One Project的聯合創始人[24]
- 肖珊娜·祖博夫 ，哈佛商學院榮譽教授，著有《監控資本主義時代》[25]
- 杰夫·塞伯特，前Twitter產品負責人[26]，科技企業家[27]
- 安娜·伦布克，斯坦福大學醫學院成癮醫學主任[28]
- 喬納森·海特，紐約大學斯特恩商學院的社會心理學家[29]，著有《正義之心》和《The Coddling of the American Mind: How Good Intentions and Bad Ideas Are Setting Up a Generation for Failure》[30]
- 桑迪·帕拉基拉斯(Sandy Parakilas)，前Facebook平台運營經理[31]，前Uber產品經理[32][33]
- 凱西·奧尼爾（英语：Cathy O’Neil），數據科學家，著有《Weapons of Math Destruction》[34]
- 蘭迪瑪·費爾南多(Randima Fernando)，前Nvidia產品經理，Mindful Schools的前執行董事，人道技術中心的聯合創始人兼執行董事[35]
- 喬·托斯卡諾(Joe Toscano)，前Google體驗設計顧問，著有《Automating Humanity》[36]
- 貝利·理查森(Bailey Richardson)，Instagram早期團隊成員，People & Company的合夥人[37]
- 拉希達·理查森(Rashida Richardson)，東北大學法學院法學和政治科學助理教授[38]，AI Now Institute前政策研究主管[39][40]
- 吉尓莫·沙斯洛(Guillaume Chaslot)，前Google（YouTube）軟件工程師，AlgoTransparency的創始人[41]
- 蕾妮·迪雷斯塔（英语：Renée Diresta），斯坦福互聯網觀測所的技術研究經理[42]，Data for Democracy前政策主管
- 辛西亞·M·黃(Cynthia M. Wong)，人權觀察前高級互聯網研究員[43]
- 亞歷克斯·羅特(Alex Roetter)，前Twitter工程高級副總裁[44]
- 林恩·福克斯 (Lynn Fox) ，前蘋果公司企業和Mac公關總監[45]，前Google企業通訊執行[46]

#### 演员
- 斯凱勒·吉桑多(Skyler Gisondo)飾演本(Ben)[47]
- 卡拉·海沃德(Kara Hayward)飾演卡桑德拉(Cassandra)[47]
- 索菲亞·哈蒙斯 (Sophia Hammons)飾演伊斯拉(Isla)[47]
- 克里斯·格蘭迪 (Chris Grundy)飾演繼父
- 巴巴拉·蓋林 (Barbara Gehring)飾演母親[48]
- 文森特·卡塞瑟(Vincent Kartheiser)飾演人工智能[47]
- 卡塔利娜·加拉約阿 (Catalina Garayoa)飾演麗貝卡(Rebecca)
- 塞爾吉奧·維拉雷亞爾 (Sergio Villarreal)飾演路易斯(Luiz)
- 勞拉·奧比奧爾斯 (Laura Obiols)飾演文戴塔 (Vendetta)
- 維克·亞歷杭德羅 (Vic Alejandro)飾演警官

旁白：珍妮·朱 (Jenny Jue)

### 原聲帶
所有的音樂都由馬克 ·克勞福德(Mark Crawford)創作的。

正如馬克 ·克勞福德在《智能社會：進退兩難》採訪中所描述的那樣，通過使用「人造」和機械聲音，他通過這段配樂表現了社交媒體令人擔憂的影響。 在每首歌都在強調關於紀錄片的「困境」概念。
| 曲序     | 曲目                         | 时长  |
| -------- | ---------------------------- | ----- |
| 1.       | Logos                        | 0:34  |
| 2.       | A Totally Normal World       | 2:31  |
| 3.       | Am I Really That Bad         | 0:49  |
| 4.       | Server Room                  | 3:45  |
| 5.       | A Call to Arms               | 2:00  |
| 6.       | Manipulated                  | 2:28  |
| 7.       | Magic Tricks                 | 1:49  |
| 8.       | Hooked in the Classroom      | 1:09  |
| 9.       | Growth Hacking               | 1:44  |
| 10.      | Programmed at a Deeper Level | 1:29  |
| 11.      | Addicted                     | 1:44  |
| 12.      | Kitchen Safe                 | 0:53  |
| 13.      | Family Dinner                | 0:57  |
| 14.      | The Kids are Not Alright     | 0:34  |
| 15.      | The Bet                      | 1:12  |
| 16.      | Perceptions of Beauty        | 2:22  |
| 17.      | Theremin Lullaby             | 1:30  |
| 18.      | Time Offline                 | 0:53  |
| 19.      | Hominid Brains               | 2:12  |
| 20.      | The AI's Are Losing          | 0:39  |
| 21.      | Machine Learning             | 1:33  |
| 22.      | Late Night Snack             | 0:52  |
| 23.      | Checkmate Humanity           | 1:49  |
| 24.      | The Sliding Scale            | 2:51  |
| 25.      | Exponential Hearsay          | 3:54  |
| 26.      | Myanmar                      | 3:09  |
| 27.      | Caught in the Crowd          | 4:37  |
| 28.      | Rapid Degration of Society   | 3:16  |
| 29.      | Senate Hearing               | 5:00  |
| 30.      | Justin Drops the Mic         | 4:02  |
| 31.      | Shut it Down                 | 3:09  |
| 32.      | Welcome to the Drum Machine  | 2:02  |
| 33.      | I Put a Spell on You         | 2:53  |
| 总时长： | 总时长：                     | 60:10 |

## 發行
《智能社會：進退兩難》於2020年1月26日首映於辛丹斯電影節，並於2020年9月9日在Netflix全球發行。這部紀錄片在上映的28天內被3800萬戶觀看。它在2021年第73屆黃金時段創意藝術艾美獎的七項提名中獲得兩項獎項。
這部電影約長94分鐘，只能通過Netflix訂閱來觀看。然而，你可以通過在《智能社會：進退兩難》的官方網頁上請求，獲得40分鐘的免費版本。

## 反響

### 評論
《智能社會：進退兩難》獲得普遍的正面評價。對《智能社會：進退兩難》的多數正面分析認為該影片深入剖析，將抽象概念降低到易於理解的水平。然而，一些負面評論強調戲劇化的劇本降低了影片信息傳達的效果。在評論聚合網站爛番茄上，根據66篇評論，影片獲得85%的好評，平均評分為7.2/10。該網站的評論一致認為：「《智能社會：進退兩難》以清晰而全面的方式呈現了對我們被數據挖掘的現狀的警醒分析。」在Metacritic上，根據9位影評人的評論，該影片的加權平均分為78/100。
這部電影因其描繪了社交媒體成癮效應的嚴重性而廣受好評，並通過業內人士的角度向廣大觀眾揭示了科技公司為增加使用量和數據提取的策略。ABC新聞的馬克·肯尼迪稱該影片是「深入研究社交媒體是如何設計製造成癮並操縱我們行為的震撼之作，這是由一些監督過Facebook、Google和Twitter等系統的人告訴我們的」。RogerEbert.com的尼爾·米諾指出，該影片對人類通過電腦技術對人類的潛在自毀提出了「根本性和存在性的問題」，並讚揚了影片「出色地」利用社交媒體行業的領袖和重要人物的自白。
其他評論家指出該片揭示了關於社交媒體公司如何策略性地讓用戶在他們的應用程序上盡可能待更長時間的令人震驚的信息。《紐約時報》的德維卡·吉瑞什表示，「《智能社會：進退兩難》非常有效地敲響關於數據挖掘和操縱技術侵入我們的社交生活及其他方面的警鐘。」《衛報》的約翰·諾貝爾罕見地為這部電影普遍受批評的戲劇化劇情辯護，在電影的虛構部分評論道，電影展示了「普通」的美國家庭如何被拖入互聯網和手機的兔子洞（愛麗絲夢遊仙境的比喻）。諾頓說：「虛構情節是必要的，因為批評行業將用戶視為實驗鼠的行為所面臨的最大困難是向這些鼠解釋正在發生在他們身上的事情，而他們不斷被實驗者控制的智能手機所提供的愉悅（在這種情況下是高劑量多巴胺）轉移注意力。」
伊麗莎白·潘科娃(Elizabeth Pankova)為評論增添了新的見解，她提到「影片中的資訊沒有什麼特別新奇之處」，但她認為使《智能社會：進退兩難》與眾不同的是「這些資訊的提供者：對硅谷的悔恨、自覺的戰士變成了硅谷的良心反對者。」
然而，大多數評論家經常將影片中戲劇性的再現視為不滿的主要原因。紐約時報的德維卡·吉瑞什指出奧洛夫斯基拍攝該虛構敘事是為了說明紀錄片關於社交媒體對心理健康影響的主要觀點。
RogerEbert.com的尼爾·米諾(Nell Minow)表示，「即使是才華橫溢的斯凱勒·吉桑多也無法成功飾演一個被極端錯誤資訊所誘惑的青少年，而文森特·卡塞瑟體現了阻礙我們專注於線上世界以外事物的公式的情景簡直是愚蠢至極。」The Verge的凱西·牛頓(Casey Newton)認為，影片中戲劇化的部分「荒謬……而那令人不安的鋼琴音樂試圖說服每個場景，而不是加劇緊張感，卻賦予了它一種滑稽的感覺。」影片還因過於簡單，未包括有關社交媒體的長期評估而受到批評。Slate雜誌的普拉納夫·馬爾霍特拉(Pranav Malhotra)表示，該影片「強調了圍繞技術的老掉牙反烏托邦敘事」，並「依賴陳腔濫調，尤其是將技術視為唯一危害的因素，特別是對兒童的危害。」他還批評該影片未能承認長期批評社交媒體的活動人士和評論員，指出「它本應給予像薩菲亞·諾貝爾、莎拉·T. 羅伯茨和希瓦·維德亞納森等重要的互聯網和媒體學者更多的空間，這些學者一直在探討更廣泛的結構性不平等如何反映並經常放大大型科技公司的做法。」評論最終譴責了另一個缺乏細微差異的反烏托邦敘事的「不加批判」的呈現。
針對《智能社會：進退兩難》所收到的評論和批評，該紀錄片的導演傑夫·奧洛夫斯基提到，他的紀錄片是一個「局內人視角」，作為斯坦福大學畢業生對矽谷的視角。
在接受CPH:DOX的訪談時，他提到：「我認為無數的電影製片人，尤其是紀錄片製片人，都希望通過他們的作品取得影響力。」他後來補充說：「電影製片人經常無法獲得資源或團隊來開展他們的宣傳活動。」

### 科技公司回應和電影影響
Facebook在其關於頁面上發表聲明，稱該電影「扭曲了社交媒體平台運作的真實情況，將其定位為困難且複雜的社會問題的替罪羊。」
CNBC報導稱，觀看了《智能社會：進退兩難》後，社交媒體用戶懷疑是否應該繼續使用Facebook或Instagram。然而，當詢問Facebook是否存在用戶減少的可能性時，Facebook拒絕回答或對此發表任何評論。
Mozilla員工Ashley Boyd和Audrey Hingle指出，盡管「《智能社會：進退兩難》的製作、發布和受歡迎程度代表著建立一個了解社交媒體影響並要求平台改進的互聯網用戶運動的重要里程碑」，但該電影本應包含更多不同的聲音。 

### 提名和獲獎
| 獎項                                   | 日期           | 類別                                                                  | 得獎者                                                       | 結果 | 来源          |
| -------------------------------------- | -------------- | --------------------------------------------------------------------- | ------------------------------------------------------------ | ---- | ------------- |
| 美國電影剪輯師艾迪獎                   | 2021年4月17日  | 最佳紀錄片剪輯                                                        | 戴維斯·庫姆                                                  | 提名 | [ 68 ]        |
| 美國作曲家、作家和發行商協會銀幕音樂獎 | 2021年5月17日  | 年度電視紀錄片配樂                                                    | 馬克·A·克勞福德                                              | 提名 | [ 69 ]        |
| 英國電影學院獎                         | 2021年4月11日  | 最佳紀錄片                                                            | 傑夫·奧洛夫斯基和拉麗莎·羅茲                                 | 提名 | [ 70 ]        |
| 英國電影剪輯師Cut Above Awards         | 2021年3月5日   | 最佳剪輯的單紀錄片或非小說項目                                        | 戴維斯·庫姆                                                  | 獲獎 | [ 71 ]        |
| 博爾德國際電影節                       | 2020年3月8日   | 最佳社會影響力影片                                                    | 《智能社會：進退兩難》                                       | 獲獎 | [ 72 ] [ 73 ] |
| 芝加哥影評人協會獎                     | 2020年12月21日 | 最佳紀錄片                                                            | 《智能社會：進退兩難》                                       | 提名 | [ 74 ]        |
| 電影音頻協會獎                         | 2021年4月17日  | 電影混合的傑出成就 - 紀錄片                                           | 馬克·A·克勞福德，Scott R. Lewis，Mark Venezia和 Jason Butler | 提名 | [ 75 ]        |
| 電影院榮譽獎                           | 2021年3月9日   | 觀眾選擇獎                                                            | 《智能社會：進退兩難》                                       | 提名 | [ 76 ]        |
| 電影院榮譽獎                           | 2021年3月9日   | 圖形設計或動畫的傑出成就                                              | Simon Barker，Matthew Poliquin，Matt Schultz和Shawna Schultz | 提名 | [ 76 ]        |
| 影評人選擇紀錄片獎                     | 2020年11月16日 | 最佳紀錄片                                                            | 《智能社會：進退兩難》                                       | 提名 | [ 77 ]        |
| 影評人選擇紀錄片獎                     | 2020年11月16日 | 最佳政治紀錄片                                                        | 《智能社會：進退兩難》                                       | 提名 | [ 77 ]        |
| 美國電影音效剪輯師協會金膠捲獎         | 2021年4月16日  | 金膠捲獎頒發良好成就的聲音編輯 - 聲音效果，Foley，對話和ADR專題紀錄片 | Richard Gould，James Spencer和 Andrea Gard                   | 提名 | [ 78 ]        |
| 黃金時段艾美獎                         | 2021年9月12日  | 傑出紀錄片或非小説類特輯                                              | 拉麗莎·羅茲，Daniel Wright和Stacey Piculell                  | 提名 | [ 52 ]        |
| 黃金時段艾美獎                         | 2021年9月12日  | 紀錄片或非虛構傑出導演                                                | 傑夫·奧洛夫斯基                                              | 提名 | [ 52 ]        |
| 黃金時段艾美獎                         | 2021年9月12日  | 寫實節目傑出編劇                                                      | Vickie Curtis, 戴維斯·庫姆和傑夫·奧洛夫斯基                  | 獲獎 | [ 52 ]        |
| 黃金時段艾美獎                         | 2021年9月12日  | 非虛構節目傑出攝影                                                    | 約翰·貝倫斯和強納森·波普                                     | 提名 | [ 52 ]        |
| 黃金時段艾美獎                         | 2021年9月12日  | 紀錄片系列或特別節目傑出音樂創作獎                                    | 馬克·A·克勞福德                                              | 提名 | [ 52 ]        |
| 黃金時段艾美獎                         | 2021年9月12日  | 非虛構節目傑出圖片剪輯                                                | 戴維斯·庫姆                                                  | 獲獎 | [ 52 ]        |
| 黃金時段艾美獎                         | 2021年9月12日  | 非虛構類傑出聲音剪輯                                                  | Richard Gould，James Spencer和Andrea Gard                    | 提名 | [ 52 ]        |
| 聖地牙哥影評人協會獎                   | 2021年1月11日  | 最佳紀錄片                                                            | 《智能社會：進退兩難》                                       | 亞軍 | [ 79 ]        |
| 聖路易斯影評人協會獎                   | 2021年1月18日  | 最佳紀錄片                                                            | 《智能社會：進退兩難》                                       | 提名 | [ 80 ]        |
| 威比獎                                 | 2021年5月18日  | 廣告，媒體和公關 - 品牌內容 - 政治與倡導                              | Exposure Labs                                                | 獲獎 | [ 81 ]        |

## 相關作品
- 社交網絡
- 互聯網之子
- 個資風暴：劍橋分析事件

## 外部連結
- 官方网站
- 在Netflix上觀看《智能社會：進退兩難》
- 互联网电影数据库（IMDb）上《智能社會：進退兩難》的资料（英文）
- 爛番茄上《智能社會：進退兩難》的資料（英文）